# Joseph Lin Thien-chu
Joseph Lin Thien-chu (chinesisch 林天助, Pinyin Lín Tiānzhù, W.-G. Lin T'ien-chu; * 7. Januar 1935 im heutigen Yunlin, Japanisches Kaiserreich; † 4. März 1994 in Jiayi, Taiwan) war ein taiwanischer Geistlicher der römisch-katholischen Kirche und Bischof des Bistums Chiayi. Er war der erste in Taiwan geborene Bischof in der Geschichte der römisch-katholischen Kirche in Taiwan.

## Leben
Joseph Lin Thien-chu entstammte einer katholischen Familie im heutigen Landkreis Yunlin der Republik China (Taiwan). Er besuchte das Bischöfliche Knabenseminar in Kaohsiung und studierte Philosophie am Regional-Seminar für Südchina (dem heutigen Heilig-Geist-Seminar Hongkong). Anschließend begab er sich zum Studium an die Päpstliche Universität Urbaniana in Rom, wo er am 21. Dezember 1961 zum Priester geweiht und im Jahr 1966 einen Doktortitel in Theologie erwarb.
Nach seiner Rückkehr nach Taiwan war Lin als Priester und Schulrektor des Bischöflichen Knabenseminars in Kaohsiung  tätig. Im Jahr 1985 ernannte ihn der Heilige Stuhl zum Bischof von Jiayi. Es war das erste Mal, dass ein gebürtiger Taiwaner zum Bischof eines Bistums der katholischen Kirche in Taiwan ernannt wurde, nachdem zuvor nur vom chinesischen Festland oder aus dem Westen stammende Geistliche berücksichtigt worden waren. Lin hatte das Bischofsamt bis zu seinem Tod im Jahr 1994 inne.